# The Legend of Zelda: Majora's Mask
The Legend of Zelda: Majora's Mask (ゼルダの伝説 ムジュラの仮面, Zeruda no Densetsu: Mujura no Kamen) és un videojoc de la saga The Legend of Zelda, de Nintendo, desenvolupat per Nintendo EAD i publicat per Nintendo per a la Nintendo 64 l'any 2000.
Aquest títol requereix, en la seva versió per Nintendo 64, l'ús del perifèric Expansion Pak, que proporciona memòria addicional per aconseguir gràfics millorats i un nombre més gran de personatges simultanis en pantalla.
Majora's Mask és el sisè lliurament de la sèrie The Legend of Zelda i la segona a usar gràfics en 3D, sent la primera el seu predecessor directe, The Legend of Zelda: Ocarina of Time. És també el primer títol amb Eiji Aonuma com a màxim responsable, assumint el paper de productor, a més de repetir el de director que ja va exercir a The Legend of Zelda: Ocarina of Time.
El joc té lloc a Términa, una versió alternativa de l'emplaçament habitual de la sèrie: Hyrule. Allí, un Skull Kid ha robat la «Màscara de Majora», un poderós i antic artefacte. Sota la seva influència està provocant estralls entre els ciutadans i amenaça amb destruir el món llançant la lluna sobre aquest en un curt període de 72 hores. El protagonista principal, Link, s'embarca en una aventura a través del temps, revivint una vegada i una altra els tres dies que té com a termini per evitar el cataclisme.

## Jugabilitat
El sistema de joc se centra a repetir el cicle de tres dies i en l'ocupació de diverses màscares, algunes de les quals permeten a Link transformar-se en diferents éssers. Link aprèn a tocar diverses melodies amb el seu ocarina, aconseguint així una varietat d'efectes com controlar el pas del temps o obrir passatges cap als quatre temples, que contenen reptes que Link ha de superar.
Majora's Mask és considerat habitualment pels seguidors de la sèrie The Legend of Zelda com un dels seus jocs més foscos i estranys.
Majora's Mask va ser ben rebut per part de la crítica, que va destacar l'originalitat del sistema dels tres dies, la millora en els gràfics i la gran profunditat de la seva història. El 2010, Gamefaqs va realitzar una enquesta per triar als millors jocs de la dècada del 2000-2009, en la qual The Legend of Zelda: Majora's Mask va aconseguir ocupar la primera posició.

## Argument
En Link

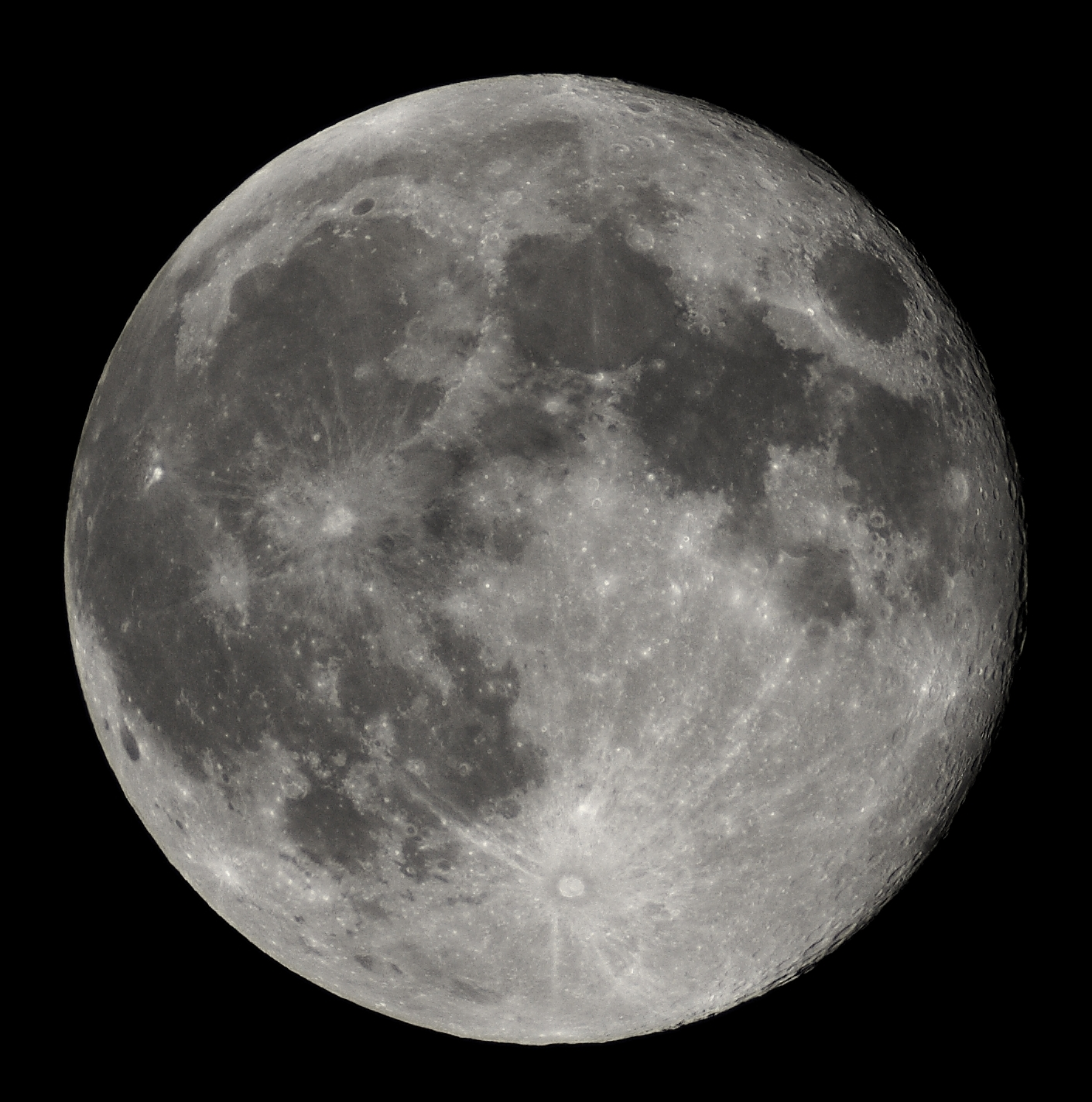
La Lluna és un element representatiu del videojoc.

(protagonista del joc) està buscant a la seva companya fada Navi, pel bosc,
ja que s'hi va anar durant el videojoc anterior de Zelda (Ocarina of
Time). No només no troba la seva fada, sinó que dues fades i Skull Kid, que
és l'antagonista del videojoc, amb una màscara estranya li roben la seva egua i la
seva ocarina, que és un instrument que manipula el temps, com es ocorre al
joc anterior.
En Link, perseguint a l’Skull kid i a les fades cau en
una espècie de dimensió alternativa a la seva, Termina, on es veu transformat
en Deku (una altra raça del joc) per l’Skull kid. Poc després es troba un
venedor de màscares que li diu que li ha de treure la màscara que té l’Skull
kid en tres dies. En Link arriba on és l’Skull kid, on descobreix que està
tirant la Lluna cap a Termina. En Link recupera l'ocarina i torna cap enrere
en el temps, on el venedor el torna a la seva forma humana i li explica
que la màscara que té l’Skull kid és la
màscara de Majora i que qui la porta és posseït per un poder maligne.
En Link ha d'aconseguir alliberar a quatre gegants que
estan presoners al pantà, a la muntanya, a la mar i al canó, abans de tres dies,
per parar la Lluna de la seva caiguda a la Terra. En Link ho aconsegueix i els
gegants aturen la Lluna, però la màscara
de Majora s’allibera de l’Skull kid i cobra vida pròpia i se’n va a la Lluna
forçant la seva caiguda. En Link se’n va també a la Lluna i derrota a la
màscara. La Lluna torna a la seva
posició i la màscara és retornada al venedor de màscares.

### Personatges
El joc transcorre a Termina (タルミナ), una versió alternativa d'Hyrule. Per aquest motiu, la major part dels personatges de The Legend of Zelda: Ocarina of Time són reutilitzats en aquest títol. No obstant això, no conserven les mateixes personalitats. Per exemple les versions joves i adultes de Malon d'Ocarina of Time apareixen com unes germanes anomenades Romani i Cremia; el rodamón d'Hyrule, a Termina administra el banc de Ciutat Rellotge; la dama dels cuccos, que ara es diu Anju, protagonitza amb Kafei una sub-història d'amor prohibit... El joc també presenta per primera vegada a Tingle, un extravagant personatge que creu ser un fada del bosc i que es guanya la vida dibuixant i venent mapes per ajudar el seu pare, el cap de l'embarcador turístic del Pantà.
Les cinc àrees principals de les quals es compon el món de Termina representen les cinc fases del duel: Ciutat Rellotge equivaldria a la negació, doncs els habitants d'aquest lloc, malgrat veure com la Lluna s'apropa cada vegada més, no volen admetre el que està succeint i prefereixen seguir amb les seves vides i preparant el Carnestoltes; la zona pantanosa del sud és una representació de la ira a través de la tribu Deku que l'habita, que busca desesperadament un culpable a tots els seus problemes fins al punt de voler assassinar un mico a manera de boc expiatori; el Pic Nevat del nord seria la negociació amb la realitat, doncs allí la tribu Goron, que s'està congelant i morint de gana, encara creu que el seu líder Darmani tornarà d'entre els morts per salvar-los; la Gran Badia de l'oest seria el dolor, doncs allí tots els Zora viuen entristits per la mort de l'admirat músic i heroi local Mikau; i el Canó d'Ikana de l'est seria, finalment, l'acceptació, doncs es tracta d'un lloc ert en el qual ja no queda cap màscara que obtenir i en el qual pràcticament l'únic ésser viu és Link.
Els dissenyadors d'aquest lliurament de The Legend of Zelda van donar una gran importància a les històries secundàries protagonitzades pels diferents habitants que poblen Termina i que transcorren justament en les 72 hores de les quals disposa Link per salvar el món. D'aquesta manera el jugador estableix una relació d'empatia amb ells i, no solament se sent responsable d'una gran gesta com la d'evitar que la Lluna caigui sobre la terra, sinó també d'aconseguir, complint aquesta missió, que les històries i plans dels personatges arribin a bon terme (per exemple que Anju i Kafei aconsegueixin casar-se, que la nena Pamela pugui reunir-se amb el seu pare o que, per fi, la banda dels Zora aconsegueixi tocar durant el Carnestoltes del Temps).

## Producció
Cinc anys van transcórrer des del llançament de Link's Awakening (1993) per a l'estrena de Ocarina of Time, títol pel qual Nintendo va destinar quatre anys en el seu desenvolupament. A partir del seu motor de joc i gràfics, un equip reduït d'empleats de l'empresa nipona va aconseguir produir Majora's Mask en només 14 mesos. En paraules del director Eiji Aonuma, els va resultar «difícil» resoldre quins tipus de joc podria continuar la sèrie després del notable èxit comercial de Ocarina of Time. Des d'un inici, van pensar en una mecànica en la qual la trama tingués una durada limitada a tres dies, ja que d'aquesta forma «el contingut seria més compacte, sense que això afectés la complexitat del sistema de joc». Shigeru Miyamoto i Yoshiaki Koizumi van ser els responsables d'escriure la història, després desenvolupada en detall per Mitsuhiro Takano. Dels primers va sorgir també la idea del «cicle de tres dies» del sistema de joc. Sobre aquest tema, Miyamoto va comentar: «A Majora's Mask afegim un altre eix anomenat 'temps'. La nostra intenció és que el jugador es familiaritzi amb els successos que passen en aquests tres dies, i decideixin què faran en aquest món que estan explorant. Aquest va ser el principal objectiu d'aquest joc».
La primera vegada que es va donar a conèixer Majora's Mask davant la premsa va ocórrer al maig de 1999, quan la revista Famitsu va revelar en un dels seus articles que Nintendo estava desenvolupant un joc de Zelda per a l'expansió japonesa de 64DD. En aquest temps, el projecte portava per nom «Ura Zelda» –la primera paraula pot traduir-se de forma literal en català com a «ocult» o «darrere»–, i era considerat com una expansió de Ocarina of Time encara que amb nous nivells i escenaris, de forma similar a la segona part o missió del primer joc de la sèrie. Al mes següent, Nintendo va anunciar la presentació d'una versió demo de Zelda: Gaiden –trad. literal: «Zelda: La història complementària»– en l'exhibició Nintendo Space World d'agost de 1999. Es va especular que Zelda: Gaiden anava a ser el títol definitiu del nou lliurament.
A mitjan 1999 es van presentar les primeres imatges del contingut de Zelda: Gaiden. Entre elles van aparèixer el rellotge que controla el centre de Clock Town, el comptador de temps en la part inferior de la pantalla i la màscara Goron. Es va donar a conèixer d'igual forma que Link seria capaç de transformar-se físicament amb ajuda d'unes màscares, a més d'altres detalls relacionats amb l'argument. L'eventual anunci de Miyamoto que Ura Zelda i Zelda: Gaiden anaven a ser dos títols per separat va provocar confusió en alguns mitjans, que van començar a especular si un d'aquests jocs seria un derivat de Ura Zelda, si estarien interconnectats d'alguna manera, o si no tindrien cap relació entre si simplement. Al final va resultar que Ura Zelda passaria a ser Ocarina of Time Master Quest, joc distribuït fora del Japó en un disc addicional per a la consola GameCube, destinat a tots aquells compradors que van apartar The Wind Waker als EUA abans de la seva venda i com a disc accessori comercialitzat juntament amb el mateix joc, abans esmentat, en territori europeu.
El novembre de 1999, Nintendo va donar a conèixer que Zelda: Gaiden seria llançat en la propera temporada nadalenca i alguns mesos després, al març de 2000, va revelar el títol definitiu del joc: Zelda no Densetsu Mujura no Kamen al Japó, i The Legend of Zelda: Majora's Mask en els altres països.

### Característiques tècniques

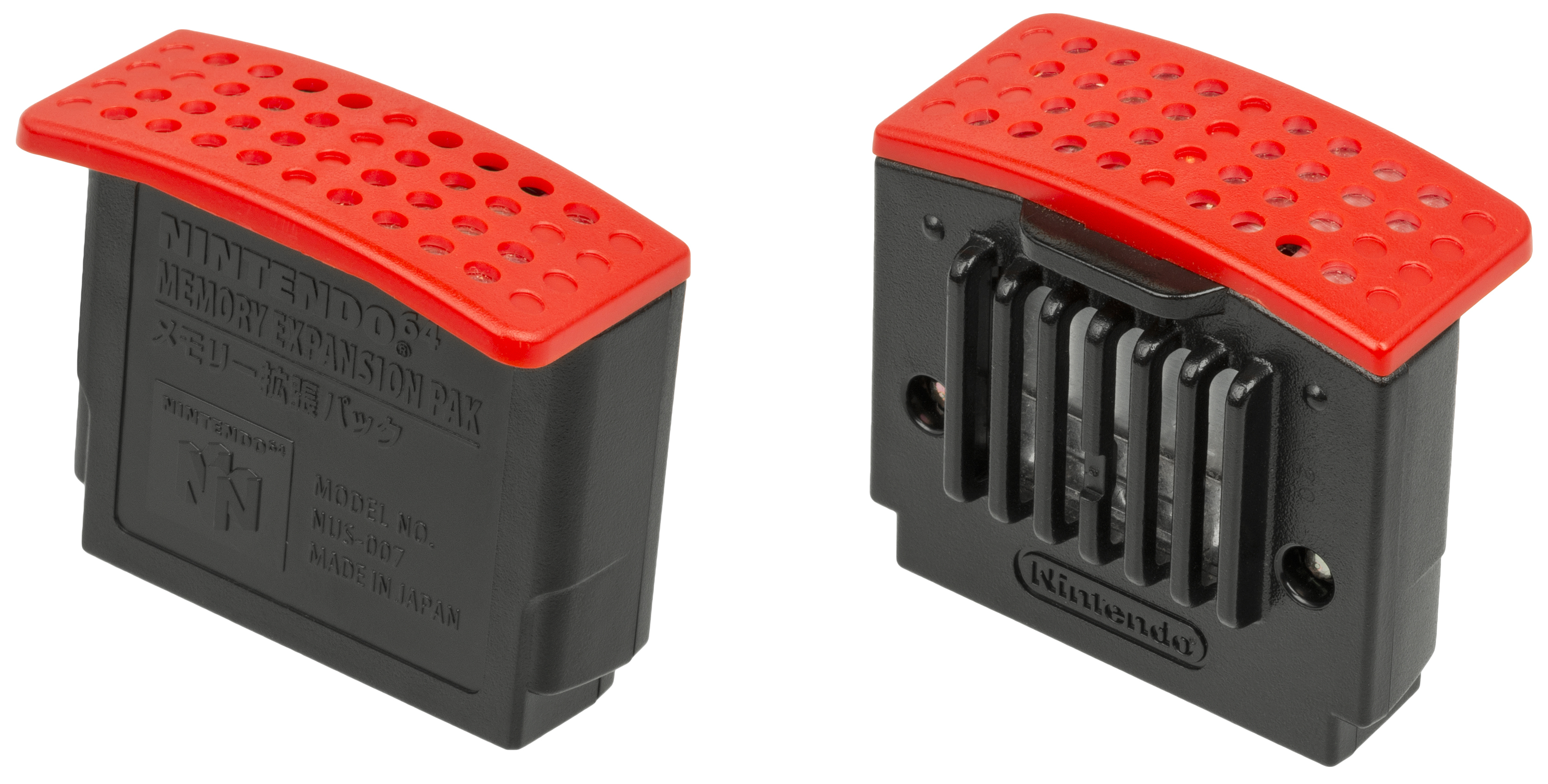
L'Expansion Pak oferia millores en el sistema

Tot i que Majora's Mask va ser dissenyat amb el mateix motor d’Ocarina of Time, utilitza una versió actualitzada. Una altra diferència important amb aquest títol és el seu requeriment d'un Expansion Pak de 4 MB. El portal web IGN va suposar que aquesta necessitat d'espai addicional d'emmagatzematge podria venir del fet que originalment el joc va ser concebut per a l'expansió Nintendo 64DD, que necessitava de 4 MB de RAM. El Expansion Pak possibilita la incorporació de draw distances més àmplies, nivells d'il·luminació més precisos, mapa de textures i animacions amb majors detalls, així com efectes tipus framebuffer més complexos com per exemple el motion blur. Com a resultat, a Majora's Mask el jugador pot observar objectes situats a majors distàncies a diferència d’Ocarina of Time, en el qual es va utilitzar una tècnica de difuminat de les imatges —efecte de boira— per enfosquir àrees distants. A la seva ressenya, IGN va fer esment del disseny de la textura en general del joc, i tot i que la va qualificar com «una de les millors creades per a Nintendo 64», també va criticar que malgrat això algunes tenen una baixa resolució.

### Banda sonora
Kōji Kondō i Tōru Minegishi van compondre la banda sonora del joc, conformada per pistes derivades del joc Ocarina of Time principalment, així com temes tradicionals de la sèrie i alguns altres inèdites. En opinió de Kondō, la música de Majora's Mask evoca els sons de «una òpera xinesa exòtica». Una característica notable de la melodia de Clock Town és que canvia a mesura que transcorre el cicle de tres dies del joc. Té un total de tres variacions, una per a cada dia. El temps es torna més ràpid a cada variació successiva, la qual cosa dona la percepció que el temps transcorre més ràpid després del primer dia.
La banda sonora va començar a distribuir-se comercialment a partir del 23 de juny de 2000. Conté dos discos amb els 112 temes que apareixen en el joc.

### Altres versions
La primera adaptació de Majora's Mask per a una altra consola va ser com a part del disc exclusiu The Legend of Zelda: Collector's Edition per la GameCube, que incloïa a més d'aquest altres tres jocs de Zelda i una versió demo de The Wind Waker. Es va tractar d'una versió emulada del joc original per la Nintendo 64, que podia reproduir-se físicament en format de CD en la GameCube. Podia adquirir-se en un paquet promocional que va incloure una consola GameCube, ja sigui mitjançant una oferta especial de subscripció a la revista Nintendo Power o per mitjà del lloc web oficial de Nintendo. Aquesta oferta va expirar a principis de 2004. Aquesta versió no diferia molt del joc original, excepte per alguns canvis menors en la distribució de les icones en pantalla per a cada botó, d'acord al comandament de la GameCube. Tot i que va presentar alguns problemes relacionats amb l'àudio original producte de la pròpia emulació segons Nintendo, els nivells de resolució i d'escaneig progressiu són lleugerament majors en aquesta edició. El seu següent llançament, aquesta vegada en format digital, va ocórrer a l'abril de 2009 quan Nintendo la va incloure en la Consola Virtual de la Wii a Europa, Austràlia i Japó. Al mes següent va estar disponible en el continent americà. Anys després, el 2012, Club Nintendo va oferir als seus membres la possibilitat de descarregar una còpia del joc per a aquesta mateixa consola.

### Adaptació per la Nintendo 3DS
Després del llançament de la versió per 3DS d’Ocarina of Time el 2011, Aonuma va explicar que una adaptació de Majora's Mask per la mateixa consola portàtil «no és una impossibilitat», encara que va suggerir que la seva realització dependria de l'interès o de la demanda del mercat. Com a resultat, alguns seguidors de la sèrie van organitzar una campanya publicitària a la qual van titular «Operation Moonfall», amb l'objectiu de promoure la producció d'una nova adaptació de Majora's Mask. El nom de la campanya al·ludeix a una altra similar denominada «Operation Rainfall», realitzada abans també per fanàtics per convèncer a Nintendo of America de llançar un conjunt de tres videojocs de rol per a la consola Wii. La campanya Moonfall va aconseguir un total de 10.000 signatures en cinc dies per a la seva petició. Una vegada atesa la seva petició, Nintendo of America va publicar el següent comunicat: «Amb el risc de descoratjar-los, l'empresa ha de ser clara en assenyalar que no hi ha cap anunci oficial relacionat amb una adaptació de The Legend of Zelda: Majora's Mask per la Nintendo 3DS. No obstant això, ens agrada escoltar el que els nostres clients consideren important per a ells». Al novembre de 2011, com a part d'una entrevista concedida a GamesRadar, Aonuma es va referir a la campanya Moonfall, compartint-li als fans el seu interès a reprendre tal petició en un futur. En l'esdeveniment E3 de 2012, Miyamoto va explicar que Nintendo encara estava considerant una possible adaptació del joc, quelcom que va tornar a citar en el mateix esdeveniment de 2013.
Finalment, al novembre de 2014, Nintendo va anunciar oficialment l'adaptació de Majora's Mask per la 3DS, amb una estrena contemplada per al primer semestre de 2015. Igual que ocorregués amb la versió de 2011 d’Ocarina of Time, aquesta adaptació comptarà amb millores en el disseny dels personatges i gràfics estereoscòpics en 3D.
Dins de les seves novetats es troba l'ús del C-Stick de la nova New Nintendo 3DS, a més d'incloure les pedres de visió del remake d'Ocarina of Time.

## Estrena
Aquest joc es va estrenar pocs anys després del llançament del Nintendo 64, i com normalment ocorre es van vendre paquets especials per a Europa, Àsia i de vegades Amèrica. Fins i tot un d'ells llançat només al Japó, ja que incloïa la Màscara de Majora.

## Recepció

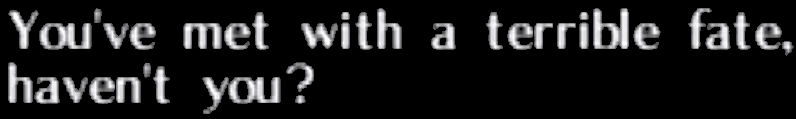
"You've met with a terrible fate, haven't you?". Una de les frases del joc que va guanyar molta popularitat gràcies al creepypasta Ben Drowned.

Igual que Ocarina of Time, diversos mitjans van donar bones crítiques a Majora's Mask. En el lloc web GameRankings, que recopila ressenyes i avaluacions de diferents publicacions sobre la base de les quals calcula la seva avaluació, té una puntuació de 91,95 % d'un total de 33 qualificacions.
Per a alguns crítics, com és el cas de la revista Edge i del lloc web GamePro, conté una de les trames més «estranyes i tristes de Zelda», que resulta «surrealista, esgarrifant, profunda i intrigant» per al jugador. Game Informer va destacar el sistema de joc restrictiu en els quals Link ha de completar la seva aventura en tres dies, el qual va qualificar com «un dels conceptes més originals de qualsevol videojoc», a més de citar al joc en general com «la màxima aventura que la Nintendo 64 ens pot oferir».
Un punt en comú en diverses ressenyes va ser la comparació d'aquest joc amb el seu predecessor, Ocarina of Time, el qual és considerat com un dels millors videojocs de la història. Per exemple, la publicació N64 Magazine va resumir en la seva avaluació el següent: «s'ha dit que Majora's Mask seria opacada per Ocarina of Time. I al contrari, ha brillat de forma destacable», mentre que GameSpot va ressaltar el major nivell de dificultat que posseeix el seu sistema de joc a diferència de l'ofert per Ocarina of Time. D'acord amb la revista en espanyol MeriStation: «L'estètica encara més catastrofista [dels gràfics del joc], amb la tensió que produeix jugar a contrarellotge, tornar al passat per aconseguir arribar a temps al lloc que t'has fixat, o simplement, potenciar el teu armament, augmenten les teves hores d'impavidesa davant la pantalla […] Inefable, gran i llarg». Per al lloc web IGN, el seu èxit és comparable a l'aconseguit per Episode V de la sèrie Star Wars el 1980. A la seva ressenya, el seu editor va comentar: «encara que Majora's Mask forma part de la mateixa franquícia, [la seva trama] és més astuta, fosca i molt millor [que la dels jocs anteriors]». A l'anterior pot afegir-se la consideració feta per GamePro, en comentar que Majora's Mask va servir com la «prova que va demostrar que la N64 encara té la seva màgia».
Una crítica negativa que apareix comunament en algunes ressenyes sobre el joc és que no resulta tan accessible com a Ocarina of Time. Per exemple GameSpot, que anteriorment havia qualificat amb la seva màxima puntuació a Ocarina of Time, li va donar un 8,3 de 10 a Majora's Mask. En la seva avaluació va comentar que «per a aquells que es concentren en les missions secundàries, [la seva experiència podria] resultar tediosa i lleugerament fora de lloc». Tot i que Game Revolution va opinar de forma similar, en dir que «pren una mica de temps endinsar-se en aquest Zelda [en comparació als anteriors]», «hi ha moments en els quals el joc aconsegueix atrapar-te amb tot i les seves complexitats i misteris, i això és el que fa que valgui la pena».
Està en la setena posició de la llista dels millors jocs elaborada per Electronic Gaming Monthly, mateixa en la qual Ocarina of Time ocupa el vuitè lloc. El 2001 va ocupar el 68è lloc de la llista dels «millors 100 jocs de tots els temps» elaborada per Game Informer, i novament va aparèixer com el 63è millor videojoc d'un total de 200 títols diferents, classificats per la mateixa publicació el 2009. En el seu moment, Nintendo Power el va escollir com el cinquè millor joc de Nintendo. La revista Official Nintendo Magazine el va afegir en la 45a posició dels «millors 100 jocs de Nintendo de tots els temps», mentre que el 2005 alguns usuaris de GameFAQs el van situar com el 47è millor videojoc d'un total de 100 títols. A finals de 2010, en el mateix lloc web anterior, Majora's Mask va ser votat com el «Joc de la dècada (2000-2009)». L'any següent, en una competència amb estil torneig organitzada per IGN, se li va distingir com el segon millor joc de The Legend of Zelda, solament superat per Ocarina of Time.